# Szombathelyi Haladás
Szombathelyi Haladás is een Hongaarse voetbalclub uit Szombathely. In totaal speelde de club 52 seizoenen in de hoogste klasse, ze werd opgericht als Haladás VSE (Haladás Vasutas Sport Egyesűlet) en stond zo het grootste gedeelte van haar bestaan bekend.

## Geschiedenis
De club speelde voor het eerst in de hoogste klasse in 1936 en werd 12de op 14, het volgende optreden was in 1939 toen 1 plaatsje beter geëindigd werd. In 1941 degradeerde de club weer en keerde nog voor één seizoen terug tijdens de WOII. Na de oorlog vestigde de club zich in de middenmoot. In 1960 degradeerde Haladás en keerde één seizoen terug in 1962/63 en dan weer van 1967 tot 1972. Na één seizoen voegde de club zich weer bij de elite. In 1975 haalde de club de bekerfinale en verloor die met 2-3 van Újpest Dósza, omdat deze club kampioen werd mocht Haladás Europees spelen en bereikte de 2de ronde. In 1977 eindigde de club voor het eerst in de top 5, twee jaar later volgde een nieuwe degradatie.
Bij de terugkeer in 1981 werd de club 9de en eindigde ook de volgende seizoenen op een respectabele plaats in de middenmoot en kon tot 1990 standhouden in de hoogste klasse. Na één seizoen keerde Haladás opnieuw terug en degradeerde opnieuw na een play-off. Het volgende seizoen in de 2de klasse werd opnieuw de bekerfinale gehaald en opnieuw verloren, dit keer van Ferencvaros, troostprijs was wel een nieuwe promotie naar de hoogste klasse. Ook dit keer was de promotie van korte duur en het tafereel herhaalde zich weer met een nieuwe promotie in 1995. Intussen werd de naam Haladás-Milos VFC aangenomen en stond de club weer in de middenmoot. In 2002 degradeerde de club weer en haalde dat seizoen ook weer de bekerfinale en verloor opnieuw van Újpest. Het volgende seizoen werd de club, nu als Lombard FC Haladás vicekampioen en keerde terug naar de eerste klasse. Daar werd de laatste plaats behaald, maar door een uitbreiding van de competitie werd de club gespaard van degradatie. De club fuseerde dat jaar met Papai ELC tot Lombard-Pápa FC en deze club nam de plaats in de eerste klasse in, terwijl Haladás, nu onder de naam Szombathelyi Haladás, in de tweede divisie ging spelen. De club kon in het eerste seizoen de degradatie maar net vermijden. 
In seizoen 2008/09 maakte de ploeg een rentree op het hoogste niveau. In datzelfde jaar werd de derde plaats bereikt en mocht de club deelnemen aan de Europa League. In 2019 volgde degradatie naar het tweede niveau, Nemzeti Bajnokság II.

## Erelijst
- Beker van Hongarije

Finalist in 1975, 1993, 2002
- Nemzeti Bajnokság II

1962, 1973, 1981, 1991, 1993, 1995, 2001, 2008

## Eindklasseringen vanaf 1960
| 13 |

| ? |

| 1 |

| 14 |

| ? |

| ? |

| ? |

| ? |

| 12 |

| 10 |

| 11 |

| 12 |

| 13 |

| 16 |

| 1 |

| 13 |

| 13 |

| 7 |

| 5 |

| 14 |

| 17 |

| 2 |

| 1 |

| 9 |

| 8 |

| 13 |

| 9 |

| 10 |

| 9 |

| 7 |

| 13 |

| 15 |

| 1 |

| 13 |

| 1 |

| 15 |

| 1 |

| 12 |

| 10 |

| 13 |

| 14 |

| 13 |

| 1 |

| 11 |

| 2 |

| 1 |

| 13 |

| 5 |

| 2 |

| 1 |

| 3 |

| 8 |

| 9 |

| 8 |

| 8 |

| 6 |

| 14 |

| 5 |

| 6 |

| 8 |

| 12 |

| 17 |

| 11 |

| 6 |

| 9 |

| 13 |

| 13 |

| NB I | NB II |

## Haladás in Europa
#Q = #kwalificatieronde, #R = #ronde, Groep = groepsfase, 1/8 = achtste finale, T/U = Thuis/Uit, W = Wedstrijd, PUC = punten UEFA coëfficiënten .
Uitslagen vanuit gezichtspunt Szombathelyi Haladás
| Seizoen | Competitie    | Ronde      | Land                 | Club                 | Totaalscore | 1e W    | 2e W    | PUC |
| ------- | ------------- | ---------- | -------------------- | -------------------- | ----------- | ------- | ------- | --- |
| 1975/76 | Europacup II  | 1R         | Vlag van Malta       | Valletta FC          | 8-1         | 7-0 (T) | 1-1 (U) | 4.0 |
|         |               | 1/8        | Vlag van Oostenrijk  | SK Sturm Graz        | 1-3         | 0-2 (U) | 1-1 (T) | 4.0 |
| 1982    | Mitropacup    | Groep      | Vlag van Italië      | AC Milan             | 0-3         | 0-2 (U) | 0-1 (T) | 0.0 |
|         |               | Groep      | Vlag van Tsjechië    | TJ Vitkovice Ostrava | 8-3         | 2-2 (U) | 6-1 (T) | 0.0 |
|         |               | Groep (4e) | Vlag van Joegoslavië | NK Osijek            | 4-5         | 4-2 (T) | 0-3 (U) | 0.0 |
| 2009/10 | Europa League | 1Q         | Vlag van Kazachstan  | Irtysj Pavlodar      | 2-2 u       | 1-0 (T) | 1-2 (U) | 1.5 |
|         |               | 2Q         | Vlag van Zweden      | IF Elfsborg          | 0-3         | 0-3 (U) | 0-0 (T) | 1.5 |

Totaal aantal punten voor UEFA coëfficiënten: 5.5
Zie ook
- Deelnemers UEFA-toernooien Hongarije
- Ranglijst van alle clubs die in de diverse Europa Cups zijn uitgekomen

## Bekende (oud-)spelers
- Leandro de Almeida
- Sjoerd Ars
- Laurențiu Brănescu
- Ádám Hrepka
- Krisztián Kenesei
- Gábor Király
- Sjoerd Overgoor
- Tibor Selymes
- Stef Wils
- Thomas Wils